# The Scandinavian Journal of Economics
The Scandinavian Journal of Economics (schwedisch Ekonomisk Tidskrift), früher auch Swedish Journal of Economics, ist eine wirtschaftswissenschaftliche Fachzeitschrift, die vom Verlag Wiley-Blackwell mit vier Ausgaben pro Jahr herausgegeben wird.

## Geschichte
Die Ekonomisk Tidskrift wurde 1899 durch David Davidson gegründet und gehört damit zu den ältesten wirtschaftswissenschaftlichen Fachzeitschriften weltweit. Die Zeitschrift wurde bis 1939 im Grunde bis zu David Davidsons Verrentung im Alter von 85 Jahren durch diesen alleine geführt. In seiner Frühzeit waren sämtliche Artikel der Ekonomisk Tidskrift auf Schwedisch geschrieben, der erste Artikel in Englisch wurde erst 1947 publiziert. In 1965 wurde der Name der Zeitschrift schließlich in Swedish Journal of Economics geändert und die Sprache der Zeitschrift wechselte von Schwedisch zu Englisch, bevor die Zeitschrift 1976 ihren derzeitigen Namen – The Scandinavian Journal of Economics – annahm. Im Laufe seiner langjährigen Erscheinungszeit wurden im Scandinavian Journal of Economics und seinen Vorgängern die Beiträge vieler wichtiger Ökonomen publiziert, darunter Gustav Cassel, Knut Wicksell, Eli Heckscher, Gunnar Myrdal und Erik Lindahl.

## Redaktion
Das Journal of Scandinavian Economics wird heuer (2015) durch die Redakteure Peter Fredriksson, Paul Klein und Peter Norman Sørensen geleitet. Ihnen zur Seite stehen die Zeitschrift-Managerin Faith Short sowie 23 assoziierte Redakteure, vorwiegend aus skandinavischen Universitäten.

## Rezeption
In einer Studie von Kalaitzidakis et al. (2003) belegte das Scandinavian Journal of Economics Platz 27 von 159 ausgewerteten Publikationen, sank jedoch in einer aktualisierten Studie von Kalaitzidakis et al. (2011) auf Platz 37 von 209 verglichenen Publikationen ab. Im wirtschaftswissenschaftlichen Publikationsranking des Tinbergen-Instituts wird das Scandinavian Journal of Economics in der Kategorie B („gute wissenschaftliche Fachzeitschriften für alle Forschungsfelder des Tinbergen-Instituts“) geführt. Eine weitere Studie der französischen Ökonomen Pierre-Phillippe Combes und Laurent Linnemer sortiert das Journal mit Rang 48 von 600 wirtschaftswissenschaftlichen Zeitschriften in die drittbeste Kategorie A ein.